# Wilhelm Ludwig von Eschwege
Wilhelm Ludwig von Eschwege, noto anche come Guilherme von Eschwege (Aue, 15 novembre 1777 – Wolfsanger, 1º febbraio 1855), è stato un geologo, geografo, mineralogista, militare e architetto dilettante tedesco.
È noto per essere stato uno dei primi e più importanti studiosi della mineralogia e della geologia in Brasile. La sua figura è nota in particolare in Portogallo ove fu l'architetto del Palácio Nacional da Pena per conto di Ferdinando II del Portogallo.

## Biografia

### I primi anni
Il barone di Eschwege nacque ad Aue, sobborgo di Wanfried, nei pressi della città di Eschwege, nel ducato d'Assia-Kassel (attualmente parte dello stato federale tedesco dell'Assia). Studiò legge e scienze a Gottinga, in Bassa Sassonia, dove ebbe per compagno di studi Georg Heinrich von Langsdorff e per insegnante Abraham Gottlob Werner. Proseguì poi i propri studi all'Università di Marburg per poi intraprendere la carriera militare. Dopo aver completato la sua formazione nel 1800, lavorò presso l'ufficio minerario di Richelsdorf.
Mentre si trovava ancora in Germania, riuscì ad intessere dei contratti di lavoro col Portogallo per la gestione e l'escavazione di alcune miniere su interessamento di José Bonifácio de Andrada e Silva. Giunse in Portogallo nel 1803, accompagnato da un ingegnere minerario tedesco, Friedrich Ludwig Wilhelm Varnhagen, padre del noto storico Francisco Adolfo de Varnhagen che giocò un ruolo fondamentale nella classificazione dello stile manuelino. Eschwege lavorò a Ferrarias da Foz de Alge, alla confluenza di questo corso d'acqua col fiume Zêzere. Parallelamente, iniziò ad interessarsi di mineralogia e fu il primo a compiere studi scientifici in tal senso nel paese.
Durante l'invasione delle truppe napoleoniche in Portogallo, nel 1807, fu promosso al grado di capitano d'artiglieria dell'esercito portoghese.

### Esplorazioni minerarie in Brasile

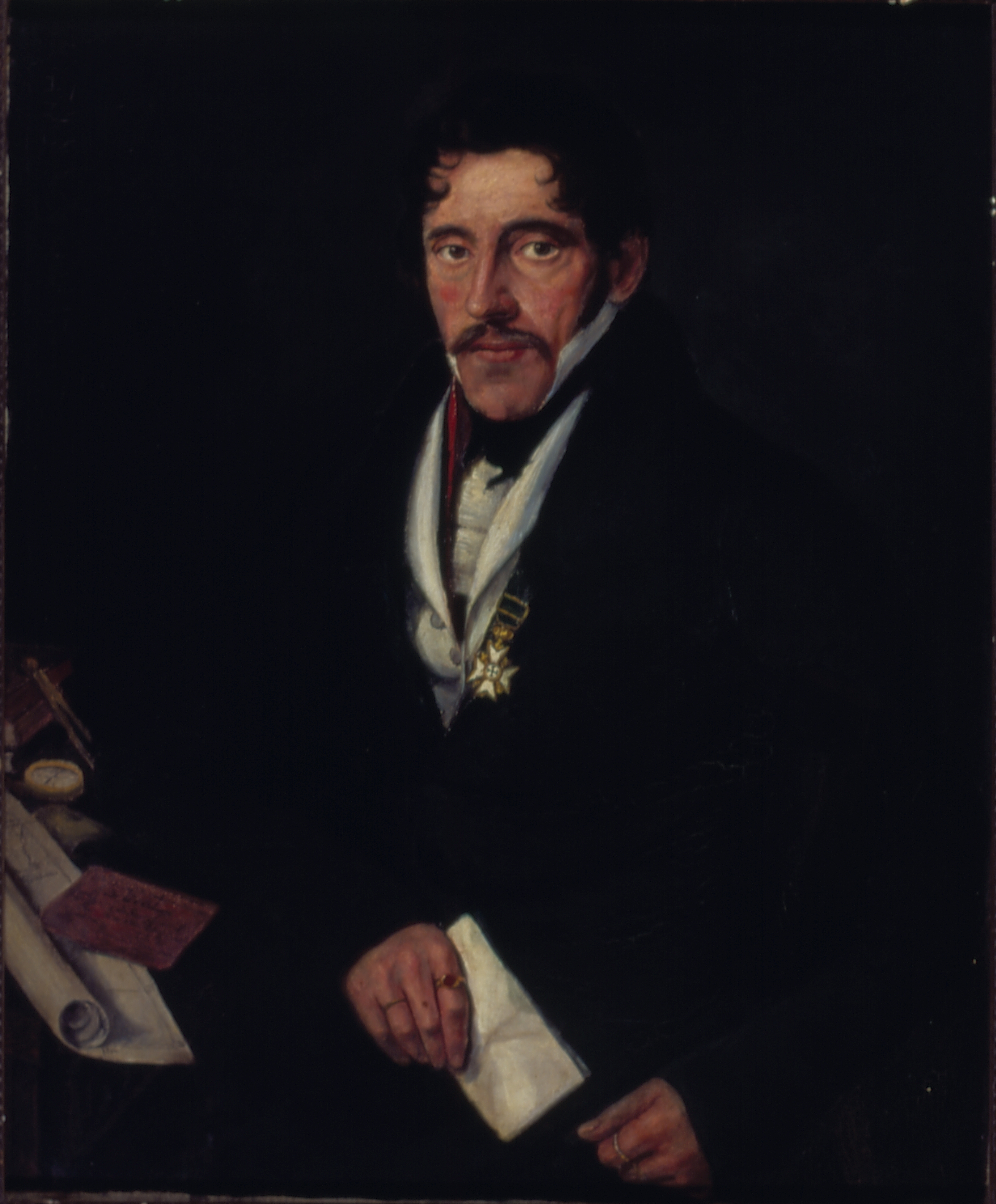
Ritratto di Wilhelm Ludwig von Eschwege, conservato oggi al Museu do Ipiranga di San Paolo, Brasile.

Nel 1809, già sposato e con un figlio, Eschwege lasciò Lisbona alla volta del Brasile dove giunse l'anno successivo. Qui Eschwege si lanciò in una campagna di studi pioneristici sulla geologia brasiliana e pubblicò i risultati delle sue osservazioni scientifiche. A Rio de Janeiro divenne capo dell'Ufficio Reale di Mineralogia, prima di essere nominato al prestigioso incarico di intendente delle miniere d'oro del paese. A Congonhas do Campo, Minas Gerais, Eschwege fondò col colonnello brasiliano (e futuro barone) Romualdo José Monteiro de Barros la Fábrica Patriótica per gestire le operazioni di miniatura e compiere nel contempo delle nuove campagne di ricerca mineralogiche in Brasile, scoprendo in loco i primi giacimenti di manganese del paese. Trovò diversi depositi di oro, diamanti, smeraldi, minerali ferrosi, zinco, alluminio e fosfati. Prima del suo ritorno in Europa, il barone venne presentato alla principessa di Beira, Maria, futura regina del Portogallo.
Assieme a Francisco de Borja Garção Stockler, svolse un ruolo importante nella strutturazione dell'insegnamento nei settori della matematica e della fisica presso l'Accademia Militare di Rio de Janeiro, scuola militare istituita con decreto reale del 4 dicembre 1810, che iniziò la propria attività il 23 aprile 1811.
Il suo lavoro pionieristico in Brasile, è stato da molti comparato a quello compiuto nel medesimo campo da Alexander von Humboldt in altri paesi sudamericani. I due si erano inoltre conosciuti, ospiti di re Federico Guglielmo IV di Prussia a Berlino nel 1847. I suoi studi lo resero membro di diverse istituzioni di prestigio nel mondo tra cui l'Accademia delle Scienze di San Pietroburgo e dell'Accademia delle Scienze bavarese e manteneva corrispondenza con August Wilhelm Schlegel, Karl Marx e Johann Wolfgang von Goethe.

### Il ritorno in Portogallo e gli ultimi anni

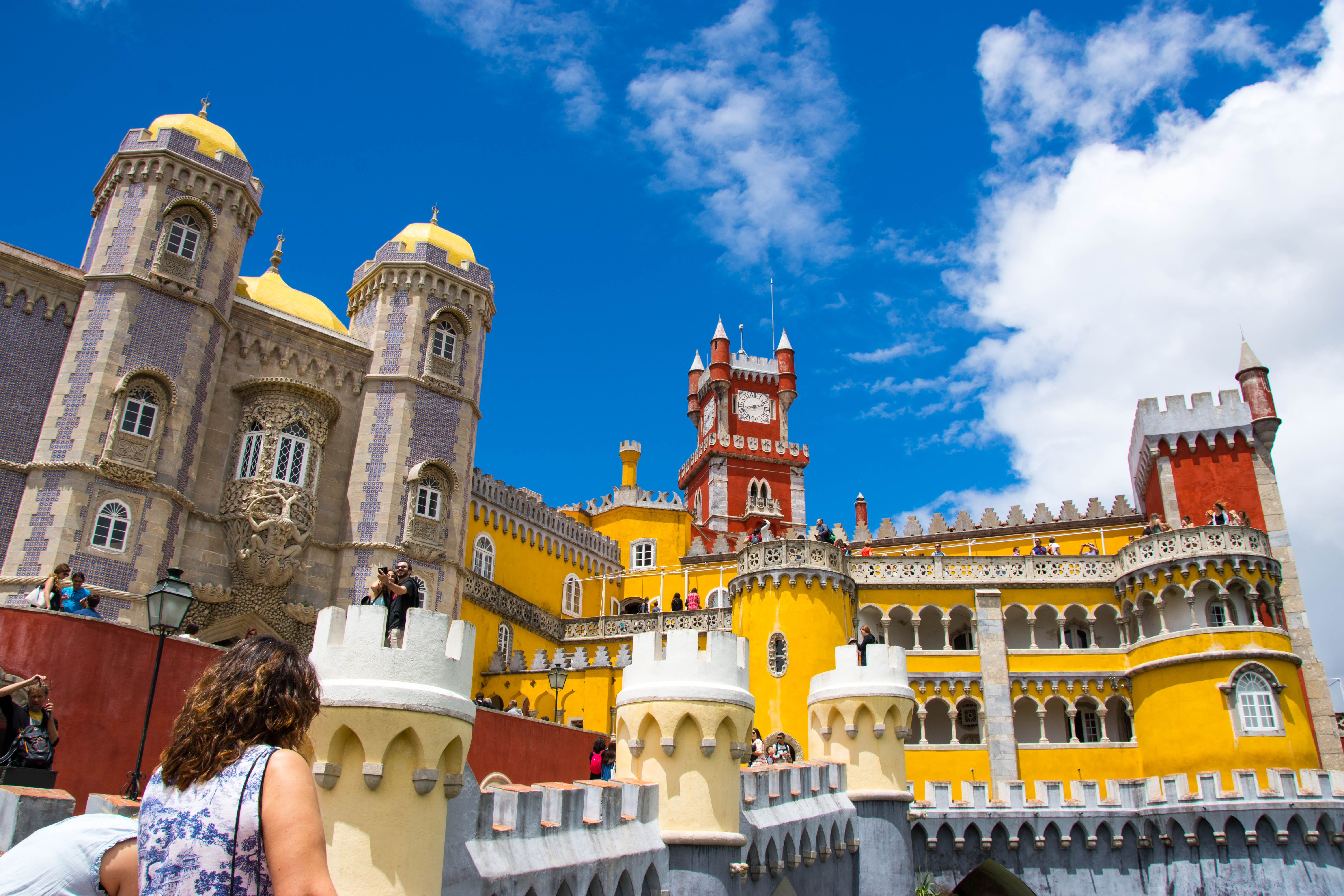
Una volta tornato in Portogallo, von Eschwege si dilettò in architettura costruendo per Ferdinando II il Palácio Nacional da Pena a Sintra.

Tornato in Portogallo, il barone di Eschwege compì diversi tours in paesi europei come Francia e Gran Bretagna, tornando spesso anche nella nativa Germania. In Portogallo, paese strettamente legato al Brasile ove aveva operato, divenne membro dell'Accademia delle Scienze di Lisbona e re Giovanni VI lo creò cavaliere dell'Ordine di Aviz. Dal 1824 venne nominato capo del dipartimento minerario di Lisbona e nel 1826 pubblicò una breve guida alla gestione delle operazioni minerarie in Portogallo, ma durante il regno del re Michele I (1828-1834), Eschwege venne costretto a lasciare il Portogallo per motivi politici e a fare ritorno in patria, dove la sua fama di esperto minerario lo precedette e dove trovò altre commissioni di lavoro.
Dopo l'ascesa al trono portoghese della regina Maria II, Eschwege venne nuovamente invitato a lavorare in Portogallo e ricevette contestualmente il grado militare di tenente generale. Nel 1834 si portò in visita nella capitale portoghese in compagnia del principe Augusto di Beauharnais, che sposò poi la giovane regina Maria II. Ad ogni modo, Augusto morì appena quattro mesi dopo essere giunto a Lisbona, e fu pertanto il secondo marito della regina che contribuì a far conoscere la figura del barone Eschwege in Portogallo: Ferdinando II, infatti, gli commissionò la realizzazione del Palácio Nacional da Pena e del suo parco, costruzione considerata oggi tra le principali attrazioni turistiche del Portogallo. Nel progetto il barone fu sia architetto che paesaggista, lavorandovi ininterrottamente dal 1838 al 1850. A questo scopo intraprese altri viaggi in Europa ed in Algeria alla ricerca di soluzioni e stili per il palazzo.
Tornato in Germania, a Wolfsanger, sobborgo di Kassel, vi morì nel 1855. In sua memoria il governo brasiliano ha istituito la Medalla Barão de Eschwege per premiare le eccellenze nell'industria siderurgica nazionale.

## Opere
- Journal von Brasilien, oder Vermischte nachrichten aus Brasilien, auf wissenschaftlichen reisen gesammelt, 1818
- Geognostische Gemälde von Brasilien und wahrscheinliches Muttergestein der Diamanten, 1822
- Beiträge zur gebirgskunde Brasiliens, 1832
- Pluto brasiliensis : eine reihe von abhandlungen über Brasiliens gold-, diamanten- und anderen mineralischen reichthum, 1833